# Потьомкін Олександр Михайлович
Потьомкін Олександр Михайлович (30 січня 1787 — 19 липня 1872 року, Гостіліци Петергофського повіту) — дійсний таємний радник, Санкт-Петербурзький губернський предводитель дворянства.  Учасник Франко-російської війни 1812 року. Відомий своєю  благодійною діяльністю.

## Біографія
Народився 30 січня 1787 року. Батько — генерал-поручик Михайло Сергійович Потьомкін; мати — Тетяна Василівна, уроджена  Енгельгардт — рідна племінниця князя  Потьомкіна-Таврійського, що вийшла вдруге заміж за дійсного таємного радника князя Миколу Борисовича Юсупова.
Олександр Потьомкін отримав домашню освіту. 13 квітня 1801 був зарахований до лейб-гвардії Преображенського полку, але на дійсну службу вступив лише 11 жовтня 1807 року. Брав участь у Франко-російській війні 1812 року і  закордонних походах російської армії. 1 січня 1816 року вийшов через хворобу у відставку з чином полковника. Проживав у Петербурзі на Мільйонній вулиці. 3 лютого 1827 року знову вступив на службу. 5 грудня 1843 року отримав чин  дійсного статського радника. 19 квітня 1853 року був призведений в  таємні радники, 22 липня 1866 року — у  дійсні таємні радники. У 1829 году був попечителем Санкт-Петербурзького сирітського дому. У 1842 році Потьомкін був обраний  Петербурзьким губернським предводителем дворянства. Обирався на цю посаду чотири триріччя — до 24 березня 1854 року. У той же час він був почесним опікуном, присутнім в Санкт-Петербурзькій Опікунській Раді, керуючим родопомічних закладів, Позичкової скарбницею, Училищем глухонімих, а також дійсним членом Ради Імператорського Людинолюбного Товариства. З 1849 року — Почесний член Санкт-Петербурзького філармонічного товариства.
Помер у своєму маєтку Гостіліци Петергофського повіту 19 липня 1872 року, на 85-му році життя. Похований біля  Петербурга, в Сергієвської пустелі. 
З 1841 року Олександру Потьомкіну належав  Святогірський маєток в  Харківській губернії, подаровані імператрицею Катериною II ясновельможному князю Потьомкіну. У 1842 році був побудований чудовий будинок на схилі  Святих Гір, який згорів у 1922 році. Завдяки старанням Потьомкіна та його дружини 15 січня 1844 знову відкрився Святогірський монастир. Потьомкини  надавали суттєву допомогу у відновленні архітектурного ансамблю монастиря. У серпні 1861 року  Олесандр II разом з родиною відвідав Святогірський маєток Потьомкіних і гостював у них в будинку 4 дні. 
Дружина — з 1815 року княжна  Тетяна Борисівна Голіцина.

## Нагороди
- Орден Святої Анни 4 ступеня — 1812 рік
- Золота шпага з надписом «За хоробрість», прусський орден Залізної Корони — 1813 рік
- Орден Білого Орла — 1856 рік.
- Орден Святого Олександра Невського — 1860 рік, в 1864 році отримав діамантові знаки до цього ордену.
- Орден Святого Володимира 1 ступеня — 1870 рік.